# Liste des missions spatiales habitées entre 2011 et 2020
La liste des missions habitées depuis 2011 est une liste détaillée des vols spatiaux habités entre le 1er janvier 2011 et le 31 décembre 2020, couvrant la fin du programme de la navette spatiale américaine, la fin de l'assemblage de la station spatiale internationale, le programme chinois Tiangong et le début du programme américain Commercial Crew.
- Orange signale les accidents mortels.
- Vert signale les vols suborbitaux.

| suite de Liste des missions spatiales habitées entre 2000 et 2010 |                                                                                                  |                                    |            |                                   |                                                                                                |      |
| Patch                                                             | Équipage                                                                                         | Date de lancement                  | Séjour     | Date de retour                    | Résumé de la mission                                                                           | Réf. |
| Lancements en 2011                                                |                                                                                                  |                                    |            |                                   |                                                                                                |      |
| Patch de la mission STS-130                                       | Steven Lindsey Eric Boe B. Alvin Drew Michael Barratt Stephen Gerard Bowen Nicole Stott          | 24 février 2011 STS-133, Discovery | ISS        | 9 mars 2011 STS-133, Discovery    | Dernière mission de la navette spatiale Discovery.                                             |      |
|                                                                   | Andreï Borissenko Aleksandr Samokoutiaïev Ronald J. Garan, Jr.                                   | 4 avril 2011 Soyouz TMA-21         | ISS        | 16 septembre 2011 Soyouz TMA-21   | Rotation de l’équipage permanent de l’ISS (Expédition 27/28).                                  |      |
| Patch de la mission STS-134                                       | Mark Kelly Gregory H. Johnson Andrew J. Feustel Michael Fincke Gregory Chamitoff Roberto Vittori | 16 mai 2011 STS-134, Endeavour     | ISS        | 1er juin 2011 STS-134, Endeavour  | Dernière mission de la navette spatiale Endeavour.                                             |      |
|                                                                   | Sergueï Volkov Michael E. Fossum Satoshi Furukawa                                                | 7 juin 2011 Soyouz TMA-02M         | ISS        | 22 novembre 2011 Soyouz TMA-02M   | Rotation de l’équipage permanent de l’ISS (Expédition 28/29).                                  |      |
| Patch de la mission STS-135                                       | Christopher Ferguson Douglas G. Hurley Sandra Magnus Rex J. Walheim                              | 8 juillet 2011 STS-135, Atlantis   | ISS        | 21 juillet 2011 STS-135, Atlantis | Dernière mission de la navette spatiale Atlantis.                                              |      |
|                                                                   | Anton Chkaplerov Anatoli Ivanichine Daniel C. Burbank                                            | 14 novembre 2011 Soyouz TMA-22     | ISS        | 27 avril 2012 Soyouz TMA-22       | Rotation de l’équipage permanent de l’ISS (Expédition 29/30).                                  |      |
|                                                                   | Oleg Kononenko André Kuipers Donald Pettit                                                       | 21 décembre 2011 Soyouz TMA-03M    | ISS        | 1er juillet 2012 Soyouz TMA-03M   | Rotation de l’équipage permanent de l’ISS (Expédition 30/31).                                  |      |
| Lancements en 2012                                                |                                                                                                  |                                    |            |                                   |                                                                                                |      |
|                                                                   | Guennadi Padalka Sergueï Revine Joseph Acaba                                                     | 15 mai 2012 Soyouz TMA-04M         | ISS        | 17 septembre 2012 Soyouz TMA-04M  | Rotation de l’équipage permanent de l’ISS (Expédition 31/32).                                  |      |
|                                                                   | Jing Haipeng Liu Wang Liu Yang                                                                   | 16 juin 2012 Shenzhou 9            | Tiangong 1 | 29 juin 2012 Shenzhou 9           | Première mission habitée vers Tiangong1 et premières expériences à bord.                       |      |
|                                                                   | Sunita Williams Iouri Malentchenko Akihiko Hoshide                                               | 15 juillet 2012 Soyouz TMA-05M     | ISS        | 19 novembre 2012 Soyouz TMA-05M   | Rotation de l’équipage permanent de l’ISS (Expédition 32/33).                                  |      |
|                                                                   | Oleg Novitskiy Evgeny Tarelkin Kevin A. Ford                                                     | 23 octobre 2012 Soyouz TMA-06M     | ISS        | 16 mars 2013 Soyouz TMA-06M       | Rotation de l’équipage permanent de l’ISS (Expédition 33/34).                                  |      |
|                                                                   | Chris Hadfield Roman Romanenko Thomas Marshburn                                                  | 19 décembre 2012 Soyouz TMA-07M    | ISS        | 14 mai 2013 Soyouz TMA-07M        | Rotation de l’équipage permanent de l’ISS (Expédition 34/35).                                  |      |
| Lancements en 2013                                                |                                                                                                  |                                    |            |                                   |                                                                                                |      |
|                                                                   | Pavel Vinogradov Aleksandr Misurkin Christopher Cassidy                                          | 28 mars 2013 Soyouz TMA-08M        | ISS        | 11 septembre 2013 Soyouz TMA-08M  | Rotation de l’équipage permanent de l’ISS (Expédition 35/36).                                  |      |
|                                                                   | Fiodor Iourtchikhine Karen L. Nyberg Luca Parmitano                                              | 28 mai 2013 Soyouz TMA-09M         | ISS        | 11 novembre 2013 Soyouz TMA-09M   | Rotation de l’équipage permanent de l’ISS (Expédition 36/37).                                  |      |
|                                                                   | Niè Hǎishèng Zhang Xiaoguang Wang Yaping                                                         | 11 juin 2013 Shenzhou 10           | Tiangong 1 | 26 juin 2013 Shenzhou 10          | Seconde mission habitée vers Tiangong1 et expériences à bord.                                  |      |
|                                                                   | Oleg Kotov Sergey Ryazansky Michael Hopkins                                                      | 25 septembre 2013 Soyouz TMA-10M   | ISS        | 11 mars 2014 Soyouz TMA-10M       | Rotation de l’équipage permanent de l’ISS (Expédition 37/38).                                  |      |
|                                                                   | Mikhaïl Tiourine Richard A. Mastracchio Kōichi Wakata                                            | 7 novembre 2013 Soyouz TMA-11M     | ISS        | 14 mai 2014 Soyouz TMA-11M        | Rotation de l’équipage permanent de l’ISS (Expédition 38/39).                                  |      |
| Lancements en 2014                                                |                                                                                                  |                                    |            |                                   |                                                                                                |      |
|                                                                   | Aleksandr Skvortsov Oleg Artemyev Steven Swanson                                                 | 25 mars 2014 Soyouz TMA-12M        | ISS        | 11 septembre 2014 Soyouz TMA-12M  | Rotation de l’équipage permanent de l’ISS (Expédition 39/40).                                  |      |
|                                                                   | Maxime Souraïev Gregory Reid Wiseman Alexander Gerst                                             | 28 mai 2014 Soyouz TMA-13M         | ISS        | 10 novembre 2014 Soyouz TMA-13M   | Rotation de l’équipage permanent de l’ISS (Expédition 40/41).                                  |      |
|                                                                   | Aleksandr Samokutyayev Elena Serova Barry E. Wilmore                                             | 25 septembre 2014 Soyouz TMA-14M   | ISS        | 11 mars 2015 Soyouz TMA-14M       | Rotation de l’équipage permanent de l’ISS (Expédition 41/42).                                  |      |
|                                                                   | Anton Chkaplerov Samantha Cristoforetti Terry Virts                                              | 23 novembre 2014 Soyouz TMA-15M    | ISS        | 11 juin 2015 Soyouz TMA-15M       | Rotation de l’équipage permanent de l’ISS (Expédition 42/43).                                  |      |
| Lancements en 2015                                                |                                                                                                  |                                    |            |                                   |                                                                                                |      |
|                                                                   | Guennadi Padalka Mikhaïl Kornienko Scott Kelly                                                   | 27 mars 2015 Soyouz TMA-16M        | ISS        | 12 septembre 2015 Soyouz TMA-16M  | Rotation de l’équipage permanent de l’ISS (Expédition 43/44).                                  |      |
|                                                                   | Oleg Kononenko Kimiya Yui Kjell N. Lindgren                                                      | 22 juillet 2015 Soyouz TMA-17M     | ISS        | 11 décembre 2015 Soyouz TMA-17M   | Rotation de l’équipage permanent de l’ISS (Expédition 44/45).                                  |      |
|                                                                   | Sergueï Volkov Andreas Mogensen Aïdyn Aimbetov                                                   | 2 septembre 2015 Soyouz TMA-18M    | ISS        | 2 mars 2016 Soyouz TMA-18M        | Rotation de l’équipage permanent de l’ISS (Expédition 45/46).                                  |      |
|                                                                   | Iouri Malentchenko Timothy Peake Timothy Kopra                                                   | 15 décembre 2015 Soyouz TMA-19M    | ISS        | 18 juin 2016 Soyouz TMA-19M       | Rotation de l’équipage permanent de l’ISS (Expédition 46/47).                                  |      |
| Lancements en 2016                                                |                                                                                                  |                                    |            |                                   |                                                                                                |      |
|                                                                   | Aleksey Ovchinin Oleg Skripotchka Jeffrey Williams                                               | 18 mars 2016 Soyouz TMA-20M        | ISS        | 6 septembre 2016 Soyouz TMA-20M   | Rotation de l’équipage permanent de l’ISS (Expédition 47/48).                                  |      |
|                                                                   | Anatoli Ivanichine Takuya Onishi Kathleen Rubins                                                 | 7 juillet 2016 Soyouz MS-01        | ISS        | 30 octobre 2016 Soyouz MS-01      | Rotation de l’équipage permanent de l’ISS (Expédition 48/49).                                  |      |
|                                                                   | Jing Haipeng Chen Dong                                                                           | 16 octobre 2016 Shenzhou 11        | Tiangong 2 | 18 novembre 2016 Shenzhou 11      | Première mission habitée vers Tiangong2 et premières expériences à bord.                       |      |
|                                                                   | Andrei Borisenko Sergey Ryzhikov Robert Shane Kimbrough                                          | 19 octobre 2016 Soyouz MS-02       | ISS        | 10 avril 2017 Soyouz MS-02        | Rotation de l’équipage permanent de l’ISS (Expédition 49/50).                                  |      |
|                                                                   | Oleg Novitski Peggy Whitson Thomas Pesquet                                                       | 17 novembre 2016 Soyouz MS-03      | ISS        | 2 juin 2017 Soyouz MS-03          | Rotation de l’équipage permanent de l’ISS (Expédition 50/51).                                  |      |
| Lancements en 2017                                                |                                                                                                  |                                    |            |                                   |                                                                                                |      |
|                                                                   | Fiodor Iourtchikhine Jack Fischer                                                                | 20 avril 2017 Soyouz MS-04         | ISS        | 3 septembre 2017 Soyouz MS-04     | Rotation de l’équipage permanent de l’ISS (Expédition 51/52).                                  |      |
|                                                                   | Sergueï Riazanski Paolo Nespoli Randolph Bresnik                                                 | 28 juillet 2017 Soyouz MS-05       | ISS        | 14 décembre 2017 Soyouz MS-05     | Rotation de l’équipage permanent de l’ISS (Expédition 52/53).                                  |      |
|                                                                   | Alexandre Missourkine Mark T. Vande Hei Joseph Acaba                                             | 12 septembre 2017 Soyouz MS-06     | ISS        | 28 février 2018 Soyouz MS-06      | Rotation de l’équipage permanent de l’ISS (Expédition 53/54).                                  |      |
|                                                                   | Anton Chkaplerov Scott David Tingle Norishige Kanai                                              | 17 décembre 2017 Soyouz MS-07      | ISS        | 3 juin 2018 Soyouz MS-07          | Rotation de l’équipage permanent de l’ISS (Expédition 54/55).                                  |      |
| Lancements en 2018                                                |                                                                                                  |                                    |            |                                   |                                                                                                |      |
|                                                                   | Oleg Artemiev Andrew Feustel Richard R. Arnold                                                   | 21 mars 2018 Soyouz MS-08          | ISS        | 4 octobre 2018 Soyouz MS-08       | Rotation de l’équipage permanent de l’ISS (Expédition 55/56).                                  |      |
|                                                                   | Sergueï Prokopyev Serena M. Auñón-Chancellor Alexander Gerst                                     | 6 juin 2018 Soyouz MS-09           | ISS        | 20 décembre 2018 Soyouz MS-09     | Rotation de l’équipage permanent de l’ISS (Expédition 56/57).                                  |      |
|                                                                   | Oleg Kononenko Anne McClain David Saint-Jacques                                                  | 3 décembre 2018 Soyouz MS-11       | ISS        | 25 juin 2019 Soyouz MS-11         | Rotation de l’équipage permanent de l’ISS (Expédition 57/58).                                  |      |
| Lancements en 2019                                                |                                                                                                  |                                    |            |                                   |                                                                                                |      |
|                                                                   | Alekseï Ovtchinine Christina Koch Nick Hague                                                     | 14 mars 2019 Soyouz MS-12          | ISS        | 3 octobre 2019 Soyouz MS-12       | Rotation de l’équipage permanent de l’ISS (Expédition 58/59).                                  |      |
|                                                                   | Aleksandr Skvortsov Luca Parmitano Andrew Morgan                                                 | 20 juillet 2019 Soyouz MS-13       | ISS        | 6 février 2020 Soyouz MS-13       | Rotation de l’équipage permanent de l’ISS (Expédition 59/60).                                  |      |
|                                                                   | Oleg Skripotchka Jessica Meir Hazza Al Mansouri                                                  | 25 septembre 2019 Soyouz MS-15     | ISS        | 17 avril 2020 Soyouz MS-15        | Rotation de l’équipage permanent de l’ISS (Expédition 61/62).                                  |      |
| Lancements en 2020                                                |                                                                                                  |                                    |            |                                   |                                                                                                |      |
|                                                                   | Anatoli Ivanichine Ivan Vagner Christopher Cassidy                                               | 9 avril 2020 Soyouz MS-16          | ISS        | 22 octobre 2020 Soyouz MS-16      | Rotation de l’équipage permanent de l’ISS (Expédition 62/63).                                  |      |
| Patch de la mission SpX-DM2                                       | Douglas Hurley Robert Behnken                                                                    | 30 mai 2020 SpaceX Demo-2          | ISS        | 2 août 2020 SpaceX Demo-2         | Vol d’essai du Crew Dragon.                                                                    |      |
|                                                                   | Sergueï Ryjikov Sergueï Koud-Skvertchkov Kathleen Rubins                                         | 14 octobre 2020 Soyouz MS-17       | ISS        | 17 avril 2021 Soyouz MS-17        | Rotation de l’équipage permanent de l’ISS (Expédition 63/64).                                  |      |
| Patch de la mission Crew-1                                        | Michael Hopkins Victor J. Glover Soichi Noguchi Shannon Walker                                   | 16 novembre 2020 SpaceX Crew-1     | ISS        | 2 mai 2021 SpaceX Crew-1          | Vol opérationnel du Crew Dragon. Rotation de l’équipage permanent de l’ISS (Expédition 64/65). |      |
| suite dans Liste des missions spatiales habitées depuis 2021      |                                                                                                  |                                    |            |                                   |                                                                                                |      |